# Vá mắt

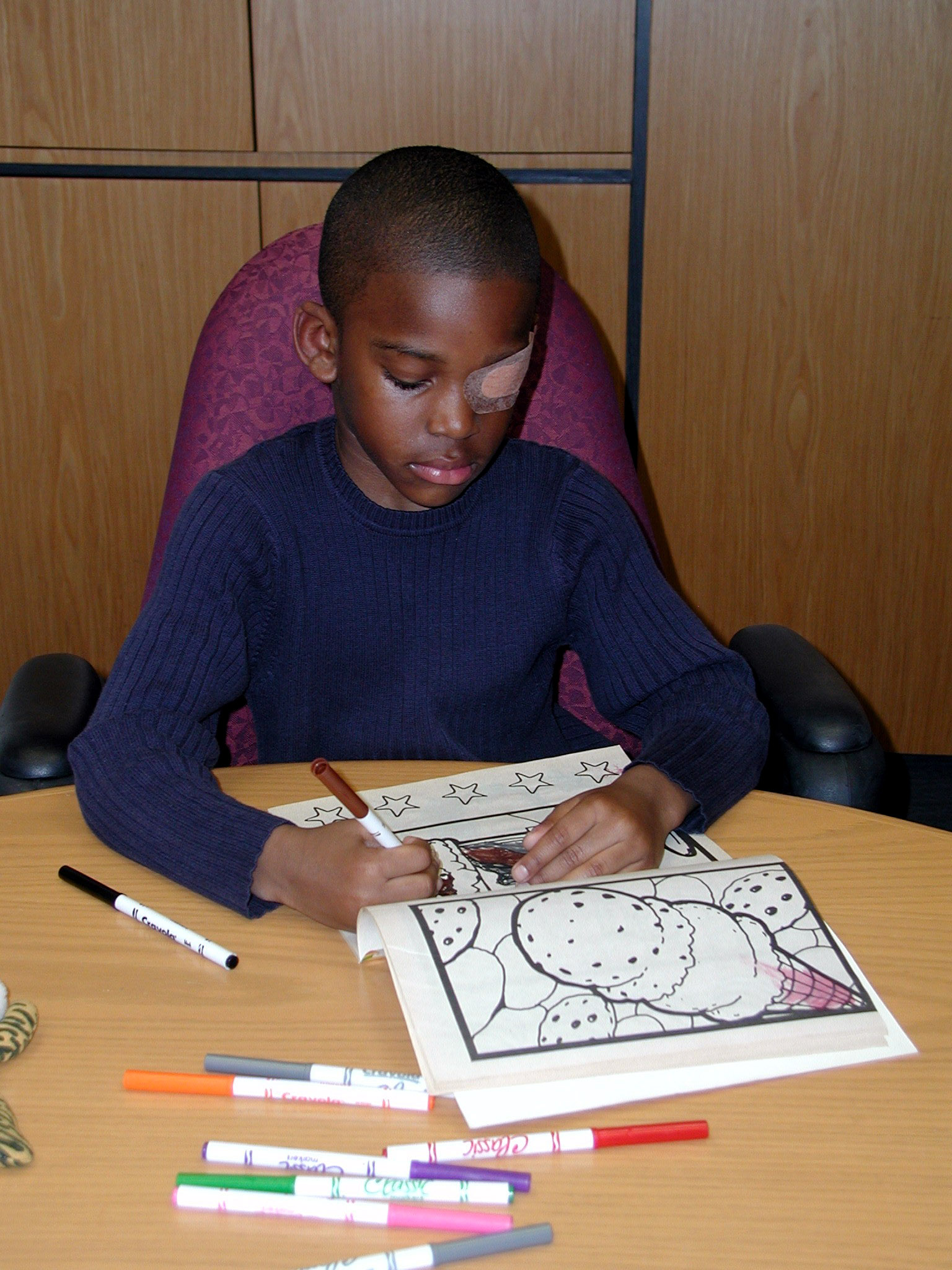
Một đứa trẻ đeo miếng vá ở mắt để trị chứng suy giảm thị lực.

Vá mắt, băng mắt hay miếng che mắt là một miếng vá nhỏ được đeo ở phía trước một con mắt. Nó có thể là một miếng vải được quấn cố định vòng qua đầu bởi một sợi dây thun hoặc dây vải, một băng dính, hoặc một thiết bị nhựa được cắt gọt thành hình dáng tròng kính. Nó thường được đeo để che đi một con mắt bị mất hoặc bị thương, nhưng cũng có thể được dùng để điều trị chứng suy giảm thị lực ở trẻ em. Miếng vá mắt dùng để che ánh sáng khi đang ngủ được gọi là mặt nạ ngủ. Vá mắt trong các tiểu thuyết hay tác phẩm hư cấu thường gắn liền với hình ảnh của một cướp biển.

## Lịch sử và sử dụng
Trong những năm trước khi y học phát triển và có thể phẫu thuật, vá mắt là phổ biến cho những người bị mất một mắt. Chúng đặc biệt phổ biến trong những nghề nguy hiểm, chẳng hạn như những người lính và thủy thủ có thể bị mất một mắt trong lúc giao chiến, hay như thợ rèn phải sử dụng chúng để che con mắt tiếp xúc sát với tia lửa khi đang làm việc. Mặc dù ngày nay thường gắn liền với hình ảnh cướp biển, không có bằng chứng cho thấy lịch sử của vá mắt có liên quan đến cướp biển trước khi một số tiểu thuyết nổi tiếng của thế kỷ 19 ra đời, điển hình là Đảo giấu vàng.
Vá mắt ban đầu có hình tròn và màu đen, tuy nhiên về sau để tăng tính thẩm mỹ và phù hợp với nữ giới muốn che giấu các chứng bệnh về mắt, người ta thiết kế những miếng vá màu sắc tươi sáng hơn như trắng và hồng. Đồng thời ra đời những dạng vá mắt chữ nhật hay hình vuông, nhằm giảm sự chú ý của người khác do hình tròn gợi rõ lên vòng tròn mắt người. Một số bệnh nhân của chứng rối loạn sắc tố mống mắt sử dụng vá mắt để che đi màu mắt của họ trong trường hợp bị rối loạn sắc tố toàn bộ, dù bệnh lý này ngoài màu sắc ra không làm thương tổn gì cho mắt. Một số loại hình truyền thông giải trí như anime, manga, bishōjo game thường cho xuất hiện những nhân vật nữ đeo vá mắt trắng như một dấu hiệu của nét dễ thương hay "moe" trong tiếng Nhật.

## Nhân vật nổi tiếng đeo vá mắt
- Adrian Carton de Wiart
- Ana de Mendoza[2]
- André De Toth[3]
- Andrew Vachss[4]
- Barbara Boggs Sigmund[5]
- Bobby Helms[6]
- Bruce Peterson[7]
- Bushwick Bill[8]
- Big Boss
- Charles H. Bonesteel III[9]
- Charles Stourton, 26th Baron Mowbray[10]
- Claus von Stauffenberg[11]
- Dale Chihuly[12]
- Dale D. Myers[13]
- Date Masamune.[14]
- David Bowie[15]
- Dick Curless[16]
- Doe B
- Dušan Prelević[17]
- Esteban Jordan
- Floyd Gibbons[18]
- Francisco de Orellana[19]
- François Coli[20]
- Fritz Lang[21]
- Gabrielle[22]
- George Maciunas[23]
- George Melly[24]
- Jack Coggins[25]
- Jack O'Neill
- James Booker
- James Joyce[15]
- Jan Syrový[26]
- Jan Zizka[27]
- Jean-Marie Le Pen
- John Ford[15]
- Johnny Kidd
- José Millán Astray[28]
- Juan José Padilla
- Julius Axelrod
- Lewis Williams Douglas
- Lisa Lopez[8]
- Luís de Camões[29]
- María de Villota
- Marie Colvin
- Maxie Anderson[30]
- Mikhail Illarionovich Kutuzov[31]
- Momus[32]
- Moshe Dayan[15]
- Mother Angelica[33]
- Nicholas Ray[21]
- Nick Fury
- Nick Popaditch[34]
- Nicolas-Jacques Conté[35]
- Norm Clarke
- Pete Burns[8]
- Peter Gatien[36]
- Paul Sally
- Rahmah ibn Jabir al-Jalahimah[37]
- Raoul Walsh[38]
- Ray Sawyer[39]
- Richard W. Rahn[40]
- Rich Williams[41]
- Ron Hamilton[42]
- Roger Daltrey
- Sammy Davis Jr.[15]
- Sheila Gish[43]
- Sir Francis Bryan[44]
- Slick Rick[8]
- Snake Plissken
- Stephan 'STL' Lavavej
- Tegan Quin[45]
- Tony Haynes
- Victor Page[46]
- Walter Martínez
- Wiley Post[47]
- Xiahou Dun[48]
- Yagyu Jubei[49]